# Málmey
Málmey – niezamieszkana wyspa u północnego wybrzeża Islandii, jednej z trzech wysp w zatoce Skagafjörður.
Wyspa znajduje się we wschodniej części zatoki, ma około 4 km długości i około 1 km szerokości, a na końcach północnym i południowym jest węższa. Ze wszystkich stron otoczona jest klifami i w najwyższym punkcie osiąga wysokość 156 m n.p.m. Na południowym wschodzie wyspy znajduje się latarnia morska zbudowana w 1937 roku. Wyspa była zamieszkana do 1950 roku, kiedy pożar zniszczył gospodarstwo, w którym przebywało 14 osób i od tego czasu pozostaje niezamieszkana.